# Maria Himmelfahrt (Lengmoos)

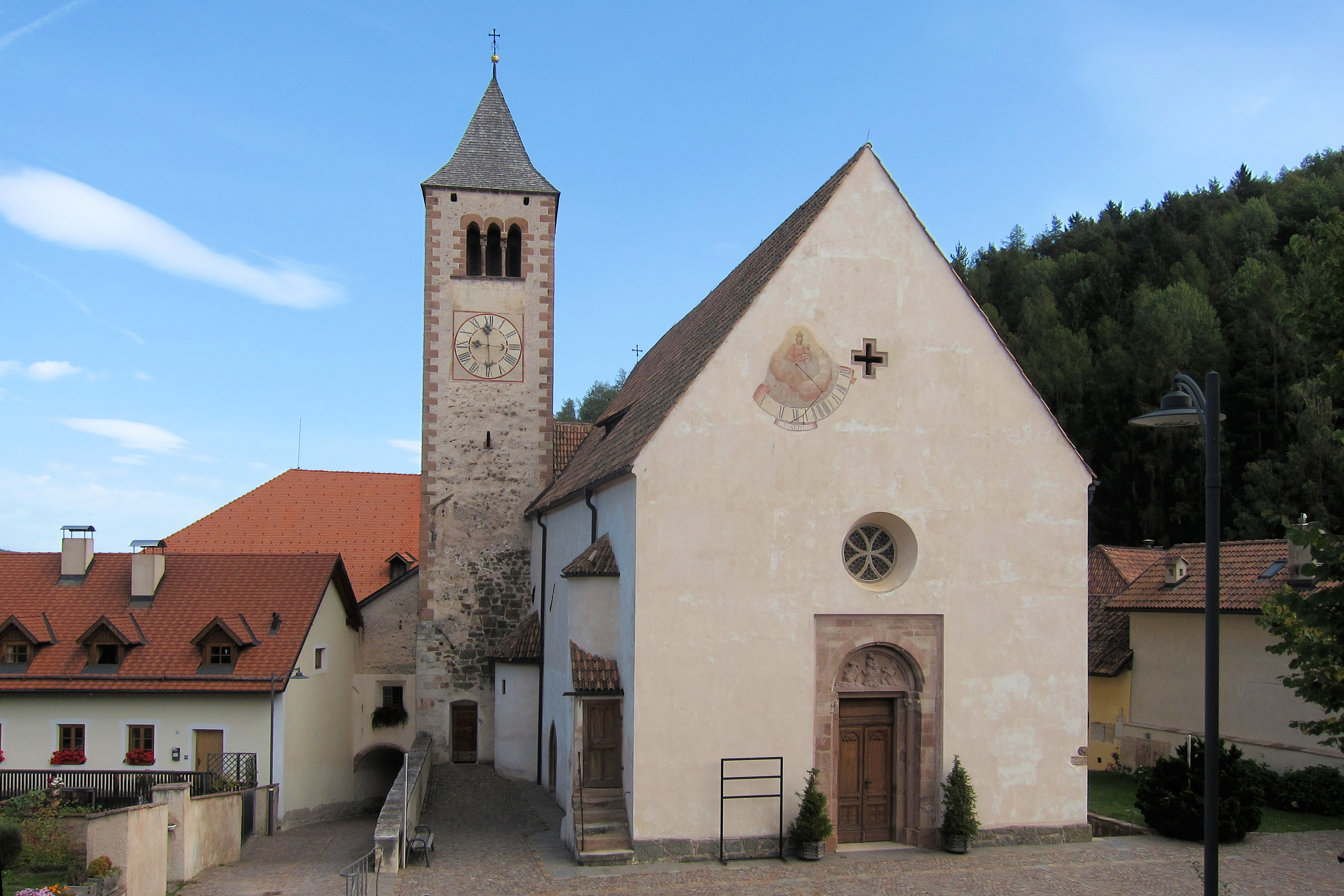
Maria Himmelfahrt in Lengmoos

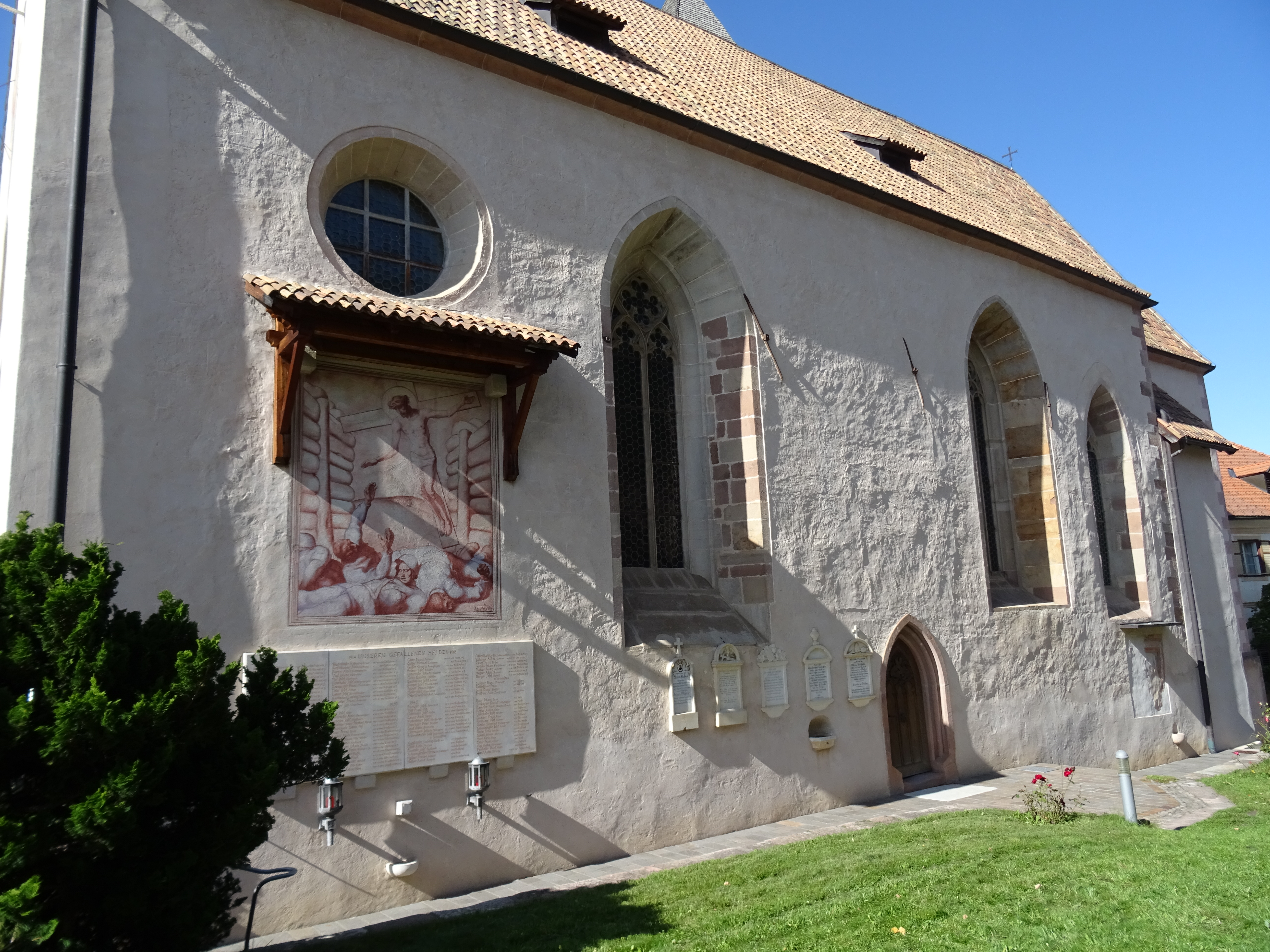
Langhaus

Die römisch-katholische Pfarrkirche Maria Himmelfahrt in Lengmoos, einer Fraktion der Gemeinde Ritten in Südtirol, ist ein geschütztes Baudenkmal.

## Geschichte

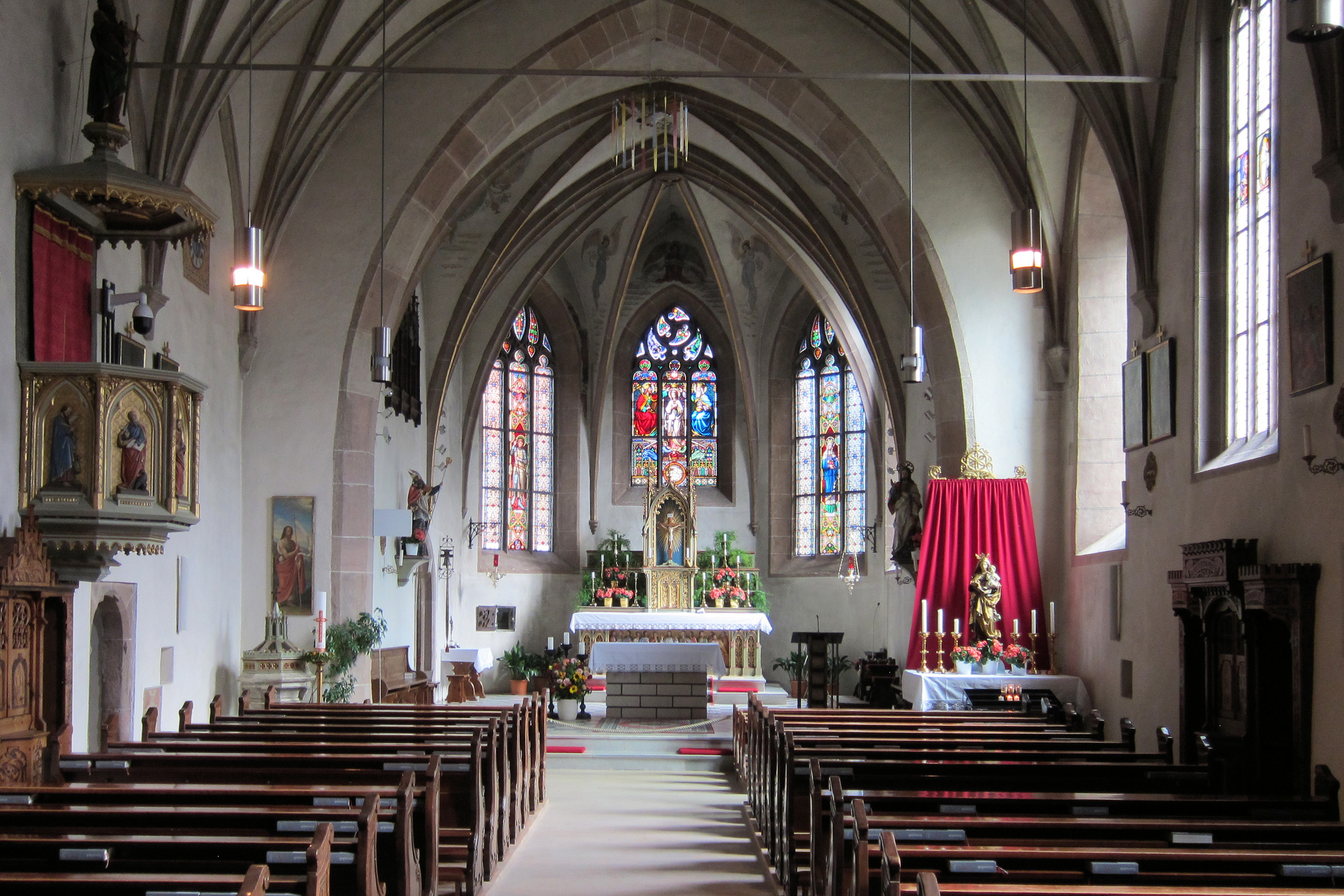
Innenraum

Die Kirche geht auf ein Hospitalstiftung für Pilgerreisende zurück. Die erste urkundliche Erwähnung stammt vom 9. Januar 1211, als der Bischof von Trient dem Hospital die Pfarre Ritten inklusive aller Einkünfte schenkte. Seit dem 13. Jahrhundert war Lengmoos Sitz einer Kommende des Deutschen Ordens. Um 1220 wurde das Hospital dem Deutschen Orden inkorporiert. Der heutige Bau stammt im Kern aus dieser Zeit. Die Kirche wurde zunächst mit Ordensgeistlichen und seit dem 19. Jahrhundert auch mit Weltpriestern versehen. 1391 erscheint Konrad Weinberger als Komtur und Pfarrer von Lengmoos. Der gotische Chor mit Netzrippengewölbe kam um 1400 hinzu. Vor oder um 1500 wurde Lengmoos zur selbstständigen Pfarre erhoben. 1514 erfolgte ein Umbau im spätgotischen Stil. Am 1. Dezember 1661 stiftete der Richter von Laudegg und Landkomtur Georg Nikolaus Vintler der Kirche ein Frühmessbenefizium. Das Patronatsrecht verblieb beim Deutschen Orden.

## Beschreibung
Die Kirche ist einschiffig mit seitlichem quadratischem Glockenturm mit Spitzhelm. Chor und Langhaus verfügen über Spitzbogenfenster. An den Außenwänden befindet sich zwei steingerahmte Rundbogenportale. Das Langhaus ist mit einem Netzrippengewölbe versehen. Die Wand unter der Empore zeigt Freskenfragmente aus der Zeit des 14. Jahrhunderts. Zur Kirche gehört ein Friedhof mit zweistöckiger Begräbniskapelle. Pfarrkirche, Friedhofskapelle und Friedhof stehen seit dem 11. Januar 1983 unter Denkmalschutz. 

## Pfarrbezirk
Anfang des 20. Jahrhunderts gehörten zur Pfarre Lengmoos außer der Pfarrkirche Maria Himmelfahrt folgende Filialkirchen und Kapellen: Die Friedhofskapelle St. Michael, die Kapelle im Gemeindespital, die Kirche St. Anton in Klobenstein, die Kirche St. Peter in Siffian, die Heilig-Kreuz-Kirche in Kematen, die Kirche St. Nikolaus in Mittelberg und die Wallfahrtskirche Maria Hilf in Saal.